# Gallium(III)oxide
Gallium(III)oxide of gallia is een anorganische verbinding van gallium en zuurstof, met als brutoformule Ga2O3. De stof komt voor als een wit geurloos kristallijn poeder, dat onoplosbaar is in water. Het is een belangrijke verbinding in de nanotechnologie, katalyse en lasertechnologie. Het wordt ook gebruikt als diëlektrische coating in zonnecellen.

## Synthese
Gallium(III)oxide kan bereid worden door elementair gallium te verhitten in aanwezigheid van dizuurstof of door thermische ontleding van gallium(III)hydroxide bij 500 °C:
{\displaystyle {\ce {2Ga + 3O2 -> 2Ga2O3}}}
{\displaystyle {\ce {3Ga(OH)3 -> Ga2O3 + 3H2O}}}

## Kristallijne vormen
Gallium(III)oxide komt voor in 5 kristallijne vormen, waarvan de β-vorm de meest stabiele is:
- α-Ga2O3, bereid door verhitting van β-Ga2O3 op 1100 °C en bij een druk van 650 Pa
- β-Ga2O3, bereid door verhitting van gallium(III)nitraat, -acetaat of -oxalaat boven 1000 °C
- γ-Ga2O3, bereid door het snel verhitten van galliumhydroxide tot 400-500 °C
- δ-Ga2O3, bereid door gallium(III)nitraat te verhitten bij 250 °C
- ε-Ga2O3, bereid door het kort verhitten van δ-Ga2O3 bij 550 °C